# Gallina cochinchina
La cochinchina es una raza de gallina originaria de China. Se caracteriza por tener un largo plumaje en sus patas. Fue llevada a Norteamérica y Europa entre los años 1840 y 1850. Es principalmente utilizada para exhibiciones. Esta raza intervino en la creación de la gallina brahma.

## Historia
Originalmente, a esta raza se le conocía como aves de Shanghái y luego como cochinchina. Su gran tamaño y peculiar apariencia contribuyó a un creciente interés en la crianza de aves en los países occidentales, algunas veces definido como "la fiebre de la gallina". La raza cochinchina fue incluida en la primera edición de Excelencia de Standard de la Excelencia de la Exhibición de Aves preparada por William Bernhardt por el primer Club de Aves de Gran Bretaña en 1865. Los colores que la describían eran: ante, negro, canela, limón, ante plata, y canela plata y blanco.

## Usos
Esta raza, ha sido criada principalmente para exhibiciones. Es buena ponedora de huevos grandes y colorados, poniendo incluso durante el invierno. Las gallinas son buenas manteniendo sus huevos, por lo que son también buenas madres. Pueden ser usadas para empollar huevos de pavo o patos. Su carne suele ser áspera y obscura. Esta raza es el ancestro de la raza nagoya cochinchina, una carne de pollo muy valorada en Japón.

## Características
Las gallinas cochinchinas tienen barbillas pequeñas y bien redondeadas en las gallinas y barbillas largas en los gallos. Tienen lóbulos de las orejas rojos. Los gallos pesan 11 libras y las gallinas 8.5 libras.